# Ephesia hoenei
Ephesia hoenei är en fjärilsart som beskrevs av Clayton Dissinger Mell 1936. Ephesia hoenei ingår i släktet Ephesia och familjen nattflyn. Inga underarter finns listade i Catalogue of Life.